# Clifton James
George Clifton James (* 29. Mai 1920 in Spokane, Washington; † 15. April 2017 in Gladstone, Oregon) war ein US-amerikanischer Schauspieler. Seine bekannteste Rolle war die des Sheriffs J. W. Nepomuk Pepper in den James-Bond-Filmen Leben und sterben lassen und Der Mann mit dem goldenen Colt.

## Leben
Clifton James wurde 1920 in Spokane, Washington, als ältestes von fünf Geschwistern geboren. Infolge der Great Depression zog die Familie nach Gladstone in der Nähe Portlands in Oregon, wo er daraufhin aufwuchs. In den 1930er-Jahren arbeitete James für das Civilian Conservation Corps. Während des Zweiten Weltkriegs diente er mit der United States Army im Südpazifik und wurde dort mehrfach verwundet. Für seinen Dienst wurde er mit mehreren Auszeichnungen geehrt, darunter dem Silver Star, der Bronze Star Medal, dem Purple Heart und sechs Service Stars. Nach Kriegsende studierte James an der University of Oregon und trat in Theaterstücken auf. Anschließend zog er nach New York, um dort als Schauspieler zu arbeiten.
James erhielt seine ersten Rollen im Fernsehen zu Anfang der 1950er-Jahre und war gegen Ende des Jahrzehnts auch erstmals in Kinofilmen zu sehen. Obwohl er im Nordwesten der USA geboren wurde und einen großen Teil seines Lebens in New York lebte, wurde der übergewichtige, grauhaarige Darsteller besonders häufig als Südstaatler oder Redneck besetzt. Einen hohen Bekanntheitsgrad erreichte James 1973 durch den James-Bond-Film James Bond 007 – Leben und sterben lassen, in dem er in stark karikierender Überzeichnung den Sheriff Pepper, einen hinterwäldlerischen Polizeibeamten, darstellte. Die Pepper-Figur war so beliebt, dass sie von den Produzenten im Jahr darauf in James Bond 007 – Der Mann mit dem goldenen Colt erneut eingesetzt wurde. Eine nahezu identische Rolle verkörperte James 1976 in dem komödiantischen Thriller Trans-Amerika-Express, wo er als Sheriff Chauncey zu sehen war, sowie 1980 in dem Blockbuster Superman II.
Neben seiner Filmkarriere hatte James Gastauftritte in einer Vielzahl bekannter Serien, unter anderem in Bonanza, Rauchende Colts, Ein Duke kommt selten allein, Dallas und in Das A-Team. James stand insgesamt rund 53 Jahre vor der Kamera und war bis ins hohe Alter tätig. Zudem war er als Theaterschauspieler am Broadway tätig und wirkte dort zwischen 1955 und 1982 an einigen Produktionen mit. Unter anderem spielte er von 1960 bis 1961 in dem mit dem Pulitzer-Preis ausgezeichneten Stück All the Way Home (nach dem Roman Ein Todesfall in der Familie) die Rolle des Ralph Follet.
James war zweimal verheiratet: Mit seiner ersten Frau Donna Lea Beach hatte er ein Kind, die Ehe dauerte von 1948 bis 1950. Im Jahr 1951 heiratete er Laurie Harper, mit der er fünf weitere Kinder hatte und bis zu ihrem Tod im Jahr 2015 verheiratet blieb. Er lebte regelmäßig jeweils im Herbst und Frühling in New York und verbrachte den Winter in Delray Beach in Florida sowie den Sommer in Oregon. Clifton James starb im April 2017 im Alter von 96 Jahren in seiner Heimatstadt Gladstone.

## Filmografie (Auswahl)
- 1957: Stirb wie ein Mann (The Strange One)
- 1959: Eine Meile Angst (The Last Mile)
- 1961: Wilde Knospen (Something Wild)
- 1962: Der letzte Zug (Experiment in Terror)
- 1962: David und Lisa (David and Lisa)
- 1964: Treffpunkt für zwei Pistolen (Invitation to a Gunfighter)
- 1966: Ein Mann wird gejagt (The Chase)
- 1967: Die Meute (The Happening)
- 1967: Die Bankräuberbande (The Caper of the Golden Bulls)
- 1967: Der Unbeugsame (Cool Hand Luke)
- 1968: Der Verwegene (Will Penny)
- 1969: Der Gauner (The Reivers)
- 1970: …tick… tick… tick…
- 1970: Machenschaften (WUSA)
- 1972: Die Promenadenmischung (The Biscuit Eater)
- 1972: Polizeirevier Los Angeles-Ost (The New Centurions)
- 1973: Kid Blue
- 1973: The Iceman Cometh
- 1973: Das letzte Kommando (The Last Detail)
- 1973: Der Werwolf von Washington (The Werewolf of Washington)
- 1973: Leben und sterben lassen (Live and Let Die)
- 1973: Massenmord in San Francisco (The Laughing Policeman)
- 1974: Klauen wir gleich die ganze Bank (The Bank Shot)
- 1974: Der Mann mit dem goldenen Colt (The Man With the Golden Gun)
- 1974: 18 Stunden bis zur Ewigkeit (Juggernaut)
- 1975: Schöne Küsse aus Fernost (Bons baisers de Hong Kong)
- 1975: Turm des Schreckens (The Deadly Tower)
- 1975: Rancho Deluxe
- 1976: Trans-Amerika-Express (Silver Streak)
- 1977: Die Bären bleiben am Ball (The Bad News Bears in Breaking Training)
- 1979: Hart aber herzlich (Pilotfilm)
- 1980: Der Schatz von Caboblanco (Caboblanco)
- 1980: Superman II – Allein gegen alle (Superman II)
- 1980: Quincy (Quincy, M. E., Fernsehserie, Folge 6x01 Die Hetzjagd)
- 1982: Ein Colt für alle Fälle (The Fall Guy, Fernsehserie, Folge 2x05 Eine Affenkarriere)
- 1987: The Untouchables – Die Unbestechlichen (The Untouchables)
- 1988: Acht Mann und ein Skandal (Eight Men Out)
- 1988: Mord ist ihr Hobby (Fernsehserie, Folge 5x07 Der letzte Flug der Dixie Damsel)
- 1990: Fegefeuer der Eitelkeiten (The Bonfire of the Vanities)
- 1996: Lone Star
- 1996: Ben Tyler – Sein einzigartiger Sommer (The Summer of Ben Tyler)
- 2000: Interstate 84
- 2002: Land des Sonnenscheins – Sunshine State (Sunshine State)
- 2006: Raising Flagg